# Собача будка

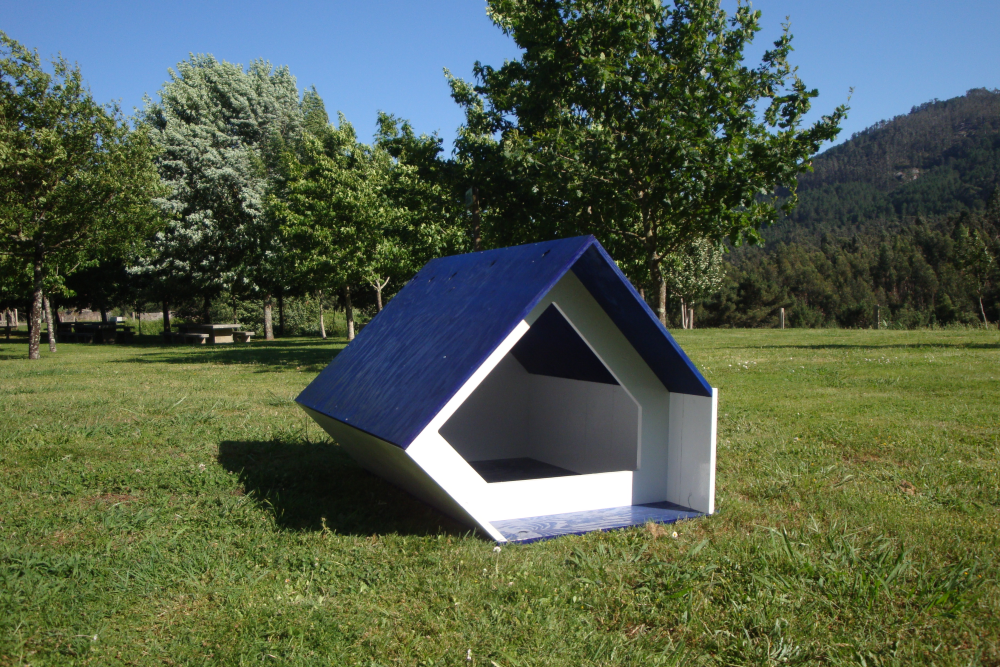
Дерев'яна собача будка

Собача будка, будка, буда, розм. кону́ра (можливо, утворене за допомогою компонента ко-/ка- від *нура — «нора») — це невелике приміщення, зазвичай побудоване у формі будинку, призначене для забезпечення проживання собак, а також їхнього захисту від різних погодних умов. Для виготовлення будок використовуються різноманітні матеріали, такі як дерево, пластик, смола та ДВП.
Схожі конструкції використовуються і для інших домашніх тварин, наприклад, кроликів.

## Домівки для тварин

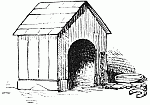
Собача будка

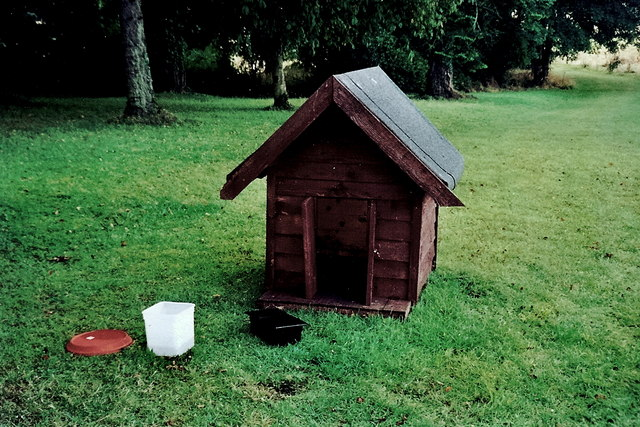
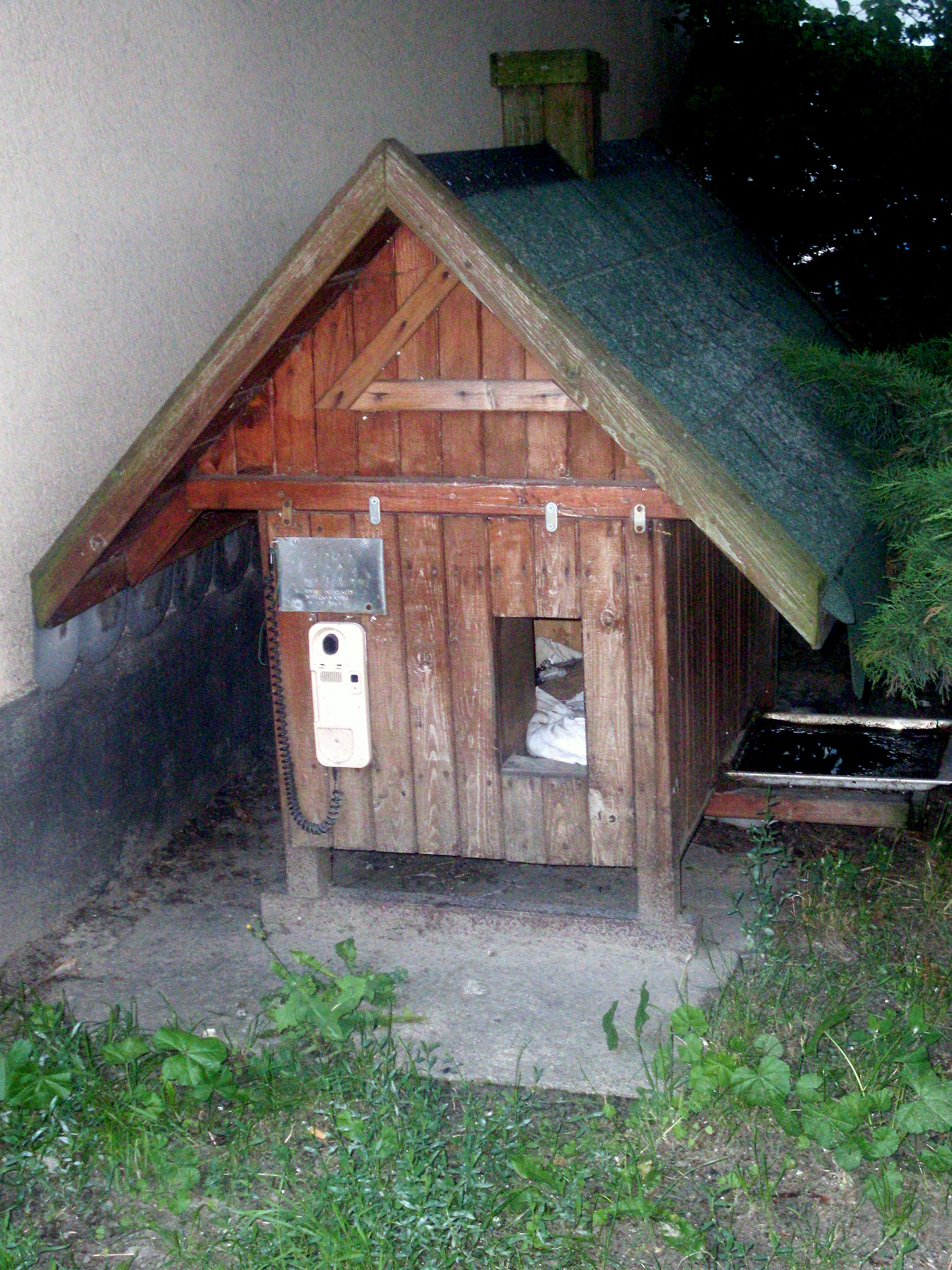
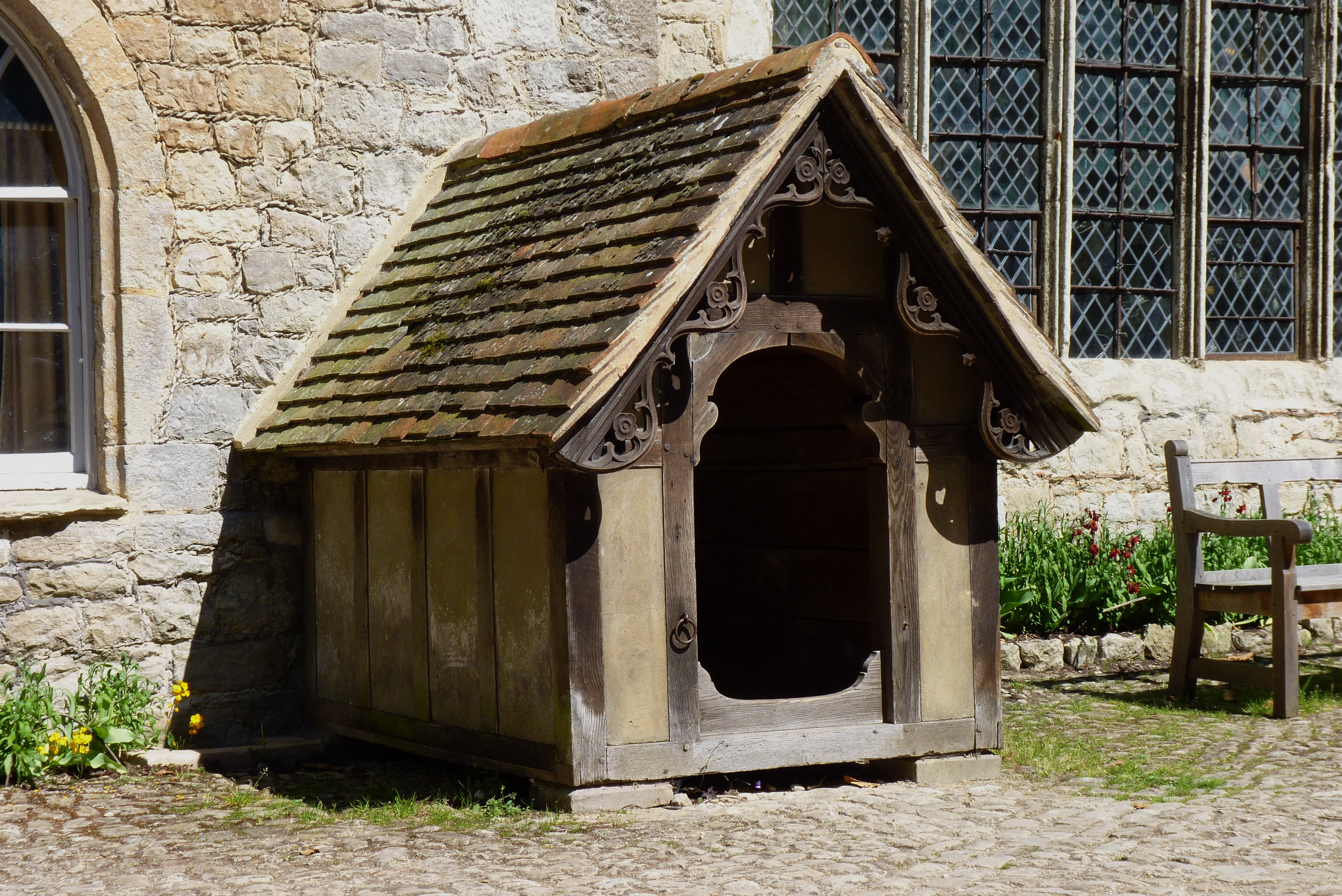
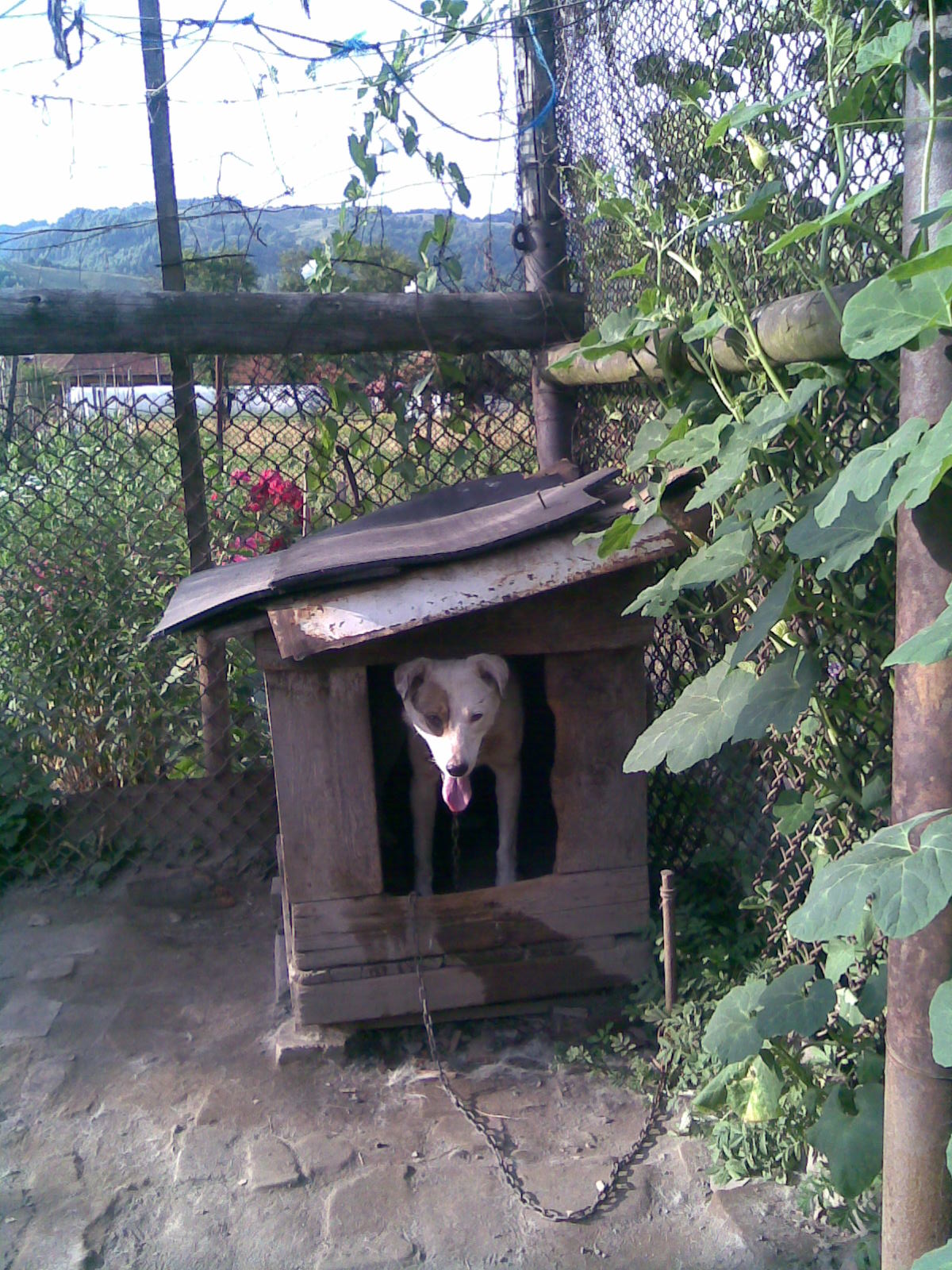
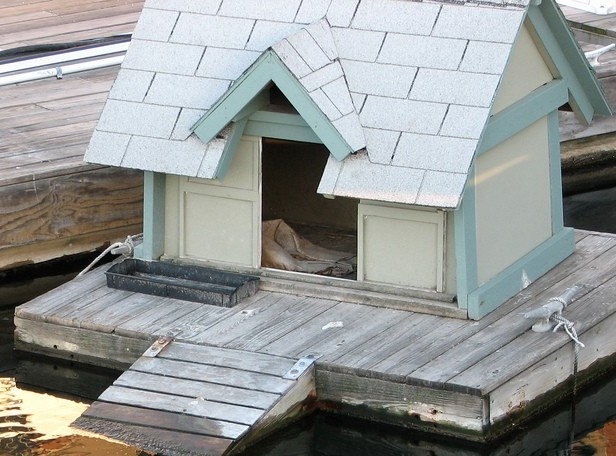
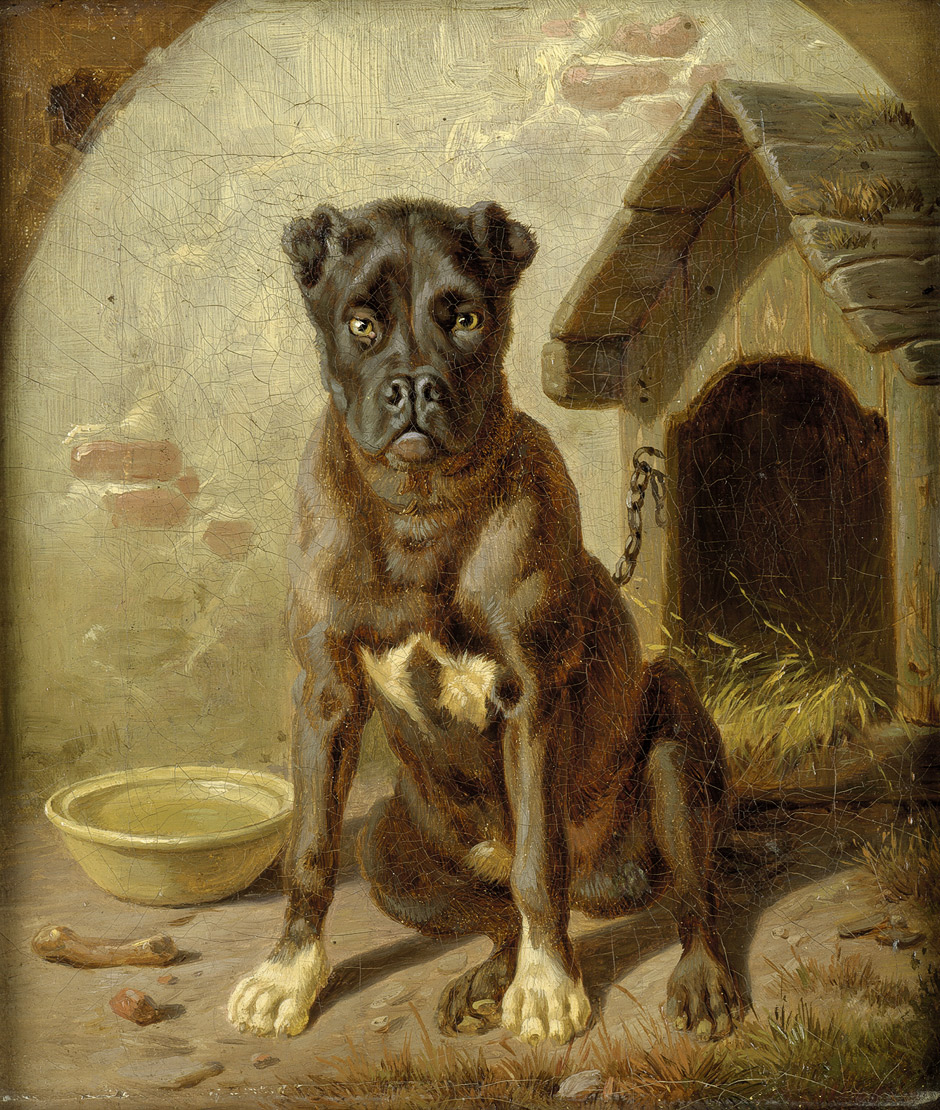

Люди будують «будиночки» для домашніх тварин, які часто нагадують менші версії жител самих людей. До них належать шпаківні, курники, кролятники і собачі будки; в той же час сільськогосподарські тварини частіше утримуються у стодолах та стайнях. Собачі будки часто використовуються, коли тварина знаходиться на відкритому повітрі (на подвір'ї або в саду) та на ділянках навколо ферми, де вона охороняє майно власників від небажаних/несподіваних людей чи тварин. Будка для собак зазвичай виготовляється з теплоізоляційного матеріалу (найчастіше з дерева) для запобігання втрати тепла, за винятком переднього отвору — входу/виходу для собаки. Дах майже завжди з водонепроникного матеріалу, оскільки він захищає від опадів (снігу чи дощу). Часто власник домашнього улюбленця повинен мати можливість відкрити або зняти дах.